# 생방송 아이포유 5시
생방송 아이포유 5시는 iTV 경인방송에서 방송되었던 교양·생활정보 프로그램이다. 2004년 7월 5일 iTV 경인방송 개편에 의한 아침 교양 프로그램 폐지와 함께 첫방송을 시작해, 역대로 방송 분량과 MC가 변경되어 방송됐으나, 2004년 11월 11일 iTV 파업으로 인해 폐지되었다.

## 역대 방송시간
| 방송 채널 | 방송 기간                           | 방송 시간                  |
| --------- | ----------------------------------- | -------------------------- |
| iTV       | 2004년 7월 5일 ~ 2004년 10월 15일   | 평일 오후 5:00 ~ 저녁 6:10 |
| iTV       | 2004년 10월 18일 ~ 2004년 11월 11일 | 평일 오후 5:00 ~ 오후 5:50 |

## 역대 MC
- 2004년 7월 5일 ~ 2004년 9월 17일 : 유형서, 조진영
- 2004년 9월 20일 ~ 2004년 11월 11일 : 유형서, 이상희

## 같이 보기
- 오늘N (MBC)